# Arraial d’Ajuda Eco Parque
O Arraial d’Ajuda Eco Parque é um parque aquático localizado no distrito de Arraial d'Ajuda na praia do Mucugê, em Porto Seguro, no estado brasileiro da Bahia. Foi inaugurado em 12 de janeiro de 1997 e integra o complexo Arraial D'Ajuda Eco Resort. 
Conta com diversas atrações de lazer, que vão desde toboáguas, tirolesa, escalada, rapel, playground, quadra de volei e futebol de areia a passeios de quadriciclo em mini trilha ecológica e eventos musicais. Entre seus atrativos, o parque oferece piscinas com ondas de até um metro de altura (o Tupã); piscina com correnteza em formato de rio, com 246 metros de extensão (o Rio Lento); piscina de jogos e outras atividades (o Lagoa do Oribá); e serviços de náutica, com caiaques individuais e duplos no mar, acompanhados de monitores treinados. Apresentações culturais e um projeto social também marcam presença no espaço, como capoeira e dança indígena e o Projeto Coral Vivo, na qual diversas espécies de corais são mantidas em viveiros para pesquisa e visitação.
Em 2014 foi eleito entre os melhores parques aquáticos do mundo, ficando na 12.ª posição numa lista de 25 parques segundo ranking divulgado pelo site colaborativo TripAdvisor.